# إدغار فيلد
إدغار فيلد (بالإنجليزية: Edgar Field)‏ (29 يوليو 1854 في المملكة المتحدة - 11 يناير 1934 بدربي في المملكة المتحدة) هو لاعب كرة قدم بريطاني (وحمل سابقاً جنسية المملكة المتحدة لبريطانيا العظمى وأيرلندا) في مركز الدفاع. شارك مع منتخب إنجلترا لكرة القدم. أما مع النوادي، فقد لعب مع نادي ريدنغ وClapham Rovers F.C. ‏ وWanderers F.C. ‏.

## وصلات خارجية
- إدغار فيلد على موقع قاعدة بيانات كرة القدم.إي يو (الإنجليزية)
- إدغار فيلد على موقع ناشيونال فوتبول تيمز (الإنجليزية)
- إدغار فيلد على موقع عالم كرة القدم.نت (الإنجليزية)